# ماريا زوبر
ماريا زوبر (بالإنجليزية: Maria Zuber) (1958 – م) هي عالمة فلك من الولايات المتحدة الأمريكية. الأكاديمية الوطنية للعلوم. كانت الباحثة الرئيسية لمهمة غرايل  والتي يديرها مختبر الدفع النفاث التابع لناسا.

## التعليم
حصلت زوبر على درجة البكالوريوس في علم الفلك والجيولوجيا من جامعة بنسلفانيا. كما حصلت على درجتي الماجستير والدكتوراه في الجيوفيزياء من جامعة براون. عملت لاحقًا في جامعة جونز هوبكينز وكانت عالمة أبحاث في مركز جودارد لرحلات الفضاء التابع لناسا في ماريلاند. انضمت إلى هيئة التدريس في معهد ماساتشوستس للتكنولوجيا في عام 1998 وكانت رئيسة قسم علوم الأرض والغلاف الجوي والكواكب من 2003 إلى 2012. وهي أول امرأة تُدير قسمًا للعلوم في معهد ماساتشوستس للتكنولوجيا. منذ عام 2012، تشغل منصب نائب الرئيس للأبحاث في معهد ماساتشوستس للتكنولوجيا.

## مناصب وهيئات
أدارت زوبر جامعة جونز هوبكينز، وحاصلة على زمالة عدة جمعيات تخصصية، نذكر منها:
- الاتحاد الجيوفيزيائي الأمريكي
- الجمعية الفلكية الأمريكية
- الجمعية الأمريكية لتقدم العلوم
- جمعية الملاحة الفضائية الأمريكية

## جوائز
حصلت ماريا زوبر على جوائز عديدة، نذكر منها:
- أهم 50 امرأة في العلوم، مجلة ديسكفر.[11]
- وسام ناسا للخدمة العامة المتميزة[الإنجليزية].[12]
- جائزة كارل ساغان التذكارية المقدمة من جمعية الملاحة الفضائية الأمريكية[الإنجليزية]/الجمعية الكوكبية.
- جائزة ج. ك. جيلبيرت[الإنجليزية] المقدمة من الجمعية الجيولوجية الأمريكية[الإنجليزية].
- درجة دكتوراه فخرية في العلوم المقدمة من جامعة براون.
- سُميت مع فيونا هاريزون[الإنجليزية] من أفضل قادة أمريكا من قبل يو إس نيوز آند وورد ريبورت[13] حيث كانتا أوّل امرأتين يتم اختيارهما قادة علمية لمهام ناسا الروبوتية.
- جائزة ناسا للإنجاز الجماعي عن فريق مستكشف القمر المداري.[14]